# New Age (Musik)

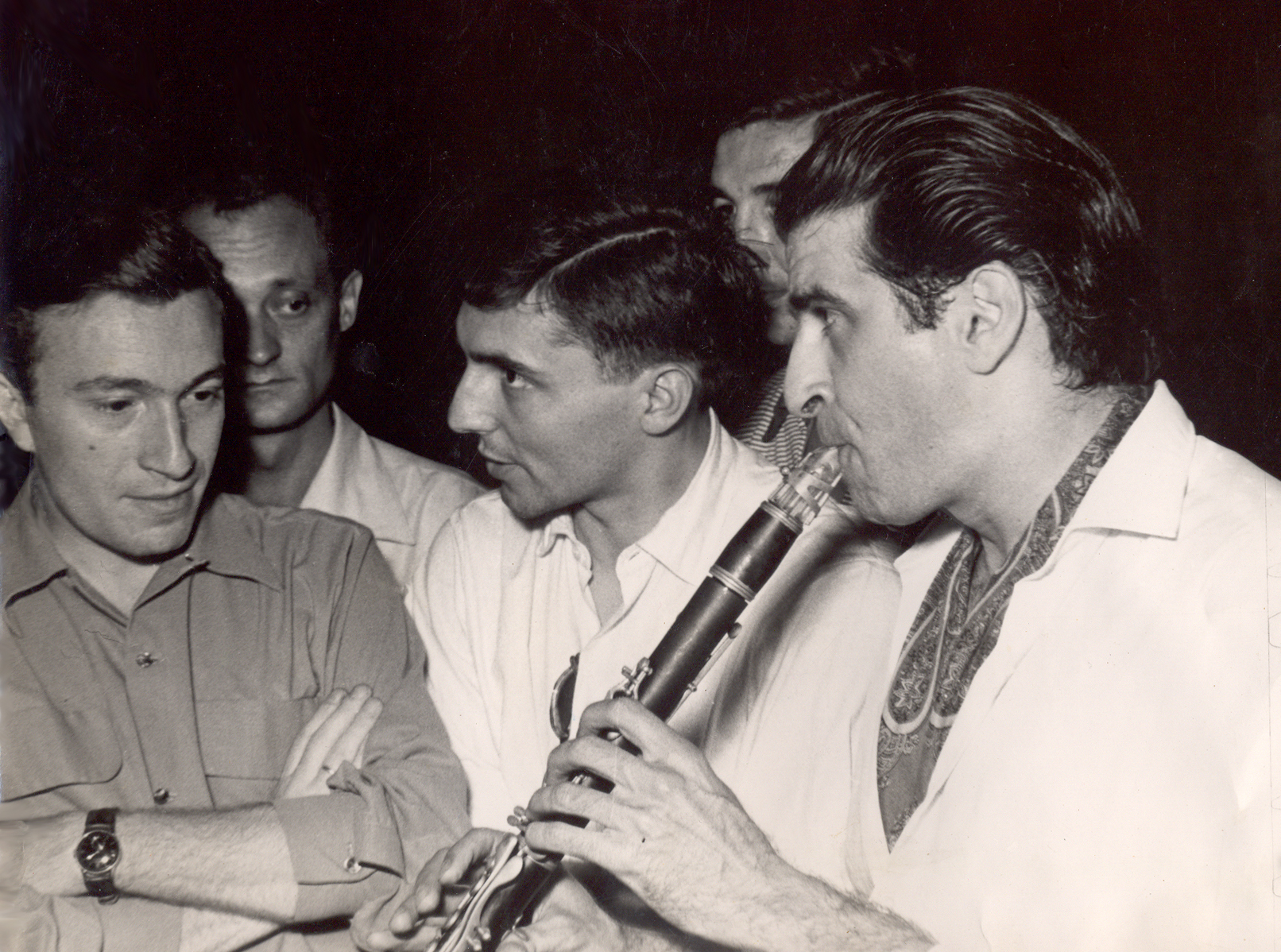
Tony Scotts Music for Zen Meditation (1964) gilt als die erste New-Age-Aufnahme.

New Age bezeichnet in der Musik eine Gattung, die Inspiration, Entspannung und Optimismus fördern soll. New-Age-Musik wird beim Yoga, Lesen sowie bei der Massage und Meditation als eine Methode des Stressmanagements verwendet, um eine friedliche Atmosphäre zuhause oder anderen Umgebungen zu schaffen. Sie wird mit Umweltbewusstsein und der New-Age-Bewegung in Verbindung gebracht. Die New Age Musik umfasst akustische Formen mit Instrumenten wie Flöten, Klavier, Akustikgitarre und Instrumenten aus Afrika und Fernost, aber auch elektronische Formen, die sich häufig auf anhaltende Synth-Pads oder lange sequenzbasierte Läufe stützen. Gesangsarrangements waren anfangs selten, aber im Laufe der Zeit haben sich die Gesangsstimmen immer mehr durchgesetzt, insbesondere solche mit indianisch beeinflussten Gesängen, Sanskrit- oder tibetisch beeinflussten Gesängen oder mythologisch orientierten Texten wie keltischen Legenden. Eine exakte Definition der New-Age-Musik gibt es nicht. Ein Artikel des Billboard Magazine aus dem Jahre 1987 kommentiert, dass die New-Age-Musik die verblüffendste, erfolgreiche und undefinierte Musik sein könnte, die jemals das öffentliche Bewusstsein erreicht hat. Viele betrachten den Begriff „New-Age-Musik“ mehr als Überbegriff im Marketing als zur Betitelung einer Musikgattung und als Teil eines komplexen kulturellen Trends. Die New-Age-Musik wurde von einem breiten Spektrum an Künstlern beeinflusst. Tony Scotts Music for Zen Meditation (1964) gilt als erste New-Age-Musikaufnahme. Paul Horn (beginnend 1968 mit seinem Album Inside) war einer der wichtigen Wegbereiter. Irv Teibels Environments-Albumserie (1969–1979) enthielt natürliche Soundscapes, Tintinnabulationen und Om-Gesänge und gehört zu den ersten öffentlich zugänglichen psychoakustischen Aufnahmen.

## Definitionen
Die New-Age-Musik wird eher durch den Gebrauch und die Wirkung oder das Gefühl definiert, das sie erzeugt, als durch die Instrumente und das Genre, die bei ihrer Entstehung verwendet werden; sie kann akustisch, elektronisch oder eine Mischung aus beidem sein. New-Age-Künstler reichen von Solo- oder Ensemble-Auftritten mit klassischen Musikinstrumenten wie Klavier, Akustikgitarre, Flöte oder Harfe über elektronische Musikinstrumente bis hin zu asiatischen Instrumenten wie Sitar, Tabla und Tanpura. Es gibt auch eine signifikante Überschneidung der New-Age-Musik mit Ambient-Musik, klassischer Musik, Jazz, Electronica, Weltmusik, Chillout, Space-Musik, Popmusik und anderen.
Die beiden Definitionen, die typischerweise mit New-Age-Musik verbunden werden, sind:
- Musik im Ambient-Stil, der explizit den Zweck hat, Meditation und Entspannung oder verschiedene alternative spirituelle Praktiken zu unterstützen, beispielsweise die Alternativmedizin, die Yogapraxis, die geführte Meditation und das Chakra-Auditing. Naturgemäß befürworten insbesondere Musiker, die ihre Musik ausdrücklich für diese Zwecke kreieren, diese Definition.[1] Um für die Meditation nützlich zu sein, muss die Musik eine repetitive Dynamik und Textur haben ohne plötzlich laute Akkorde und Improvisationen, die den Meditierenden stören könnten. Sie ist minimalistisch in der Konzeption und wird daher meist eher instrumental als vokal gestaltet. Subliminale Botschaften werden auch in der New-Age-Musik verwendet, und der Einsatz von Musikinstrumenten entlang der natürlichen Geräusche der Tiere (wie Wale, Wölfe und Adler) und der Natur (Wasserfälle, Meereswellen, Regen) ist ebenfalls beliebt. Bekannte Künstler, die neue Musik speziell zur Heilung oder Meditation kreieren, sind Irv Teibel, Paul Horn, Georg Deuter, Steven Halpern, Paul Winter, Lawrence Ball (der in den 1970er Jahren einer der ersten war, der friedliche Musik mit den Klängen der Natur kombinierte), Dean Evenson, Karunesh, Krishna Das, Deva Premal, Bhagavan Das und Snatam Kaur.[2][3]

- Musik, die in den Plattenläden den New-Age-Bereichen zugeordnet wird. Diese Definition anhand der Vermarktungspraxis schafft eher einen Marketingbegriff als eine Musikkategorie – in diese Definition kann Musik nahezu aller Stilrichtungen, insbesondere wenn sie ansonsten schwer zuordenbar ist, fallen.[4]

### Debatte und Kritik

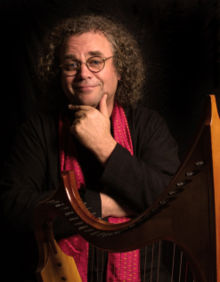
Andreas Vollenweider, erster Gewinner des Grammy Award for Best New Age Album lehnte die Bezeichnung New-Age-Musik ab.

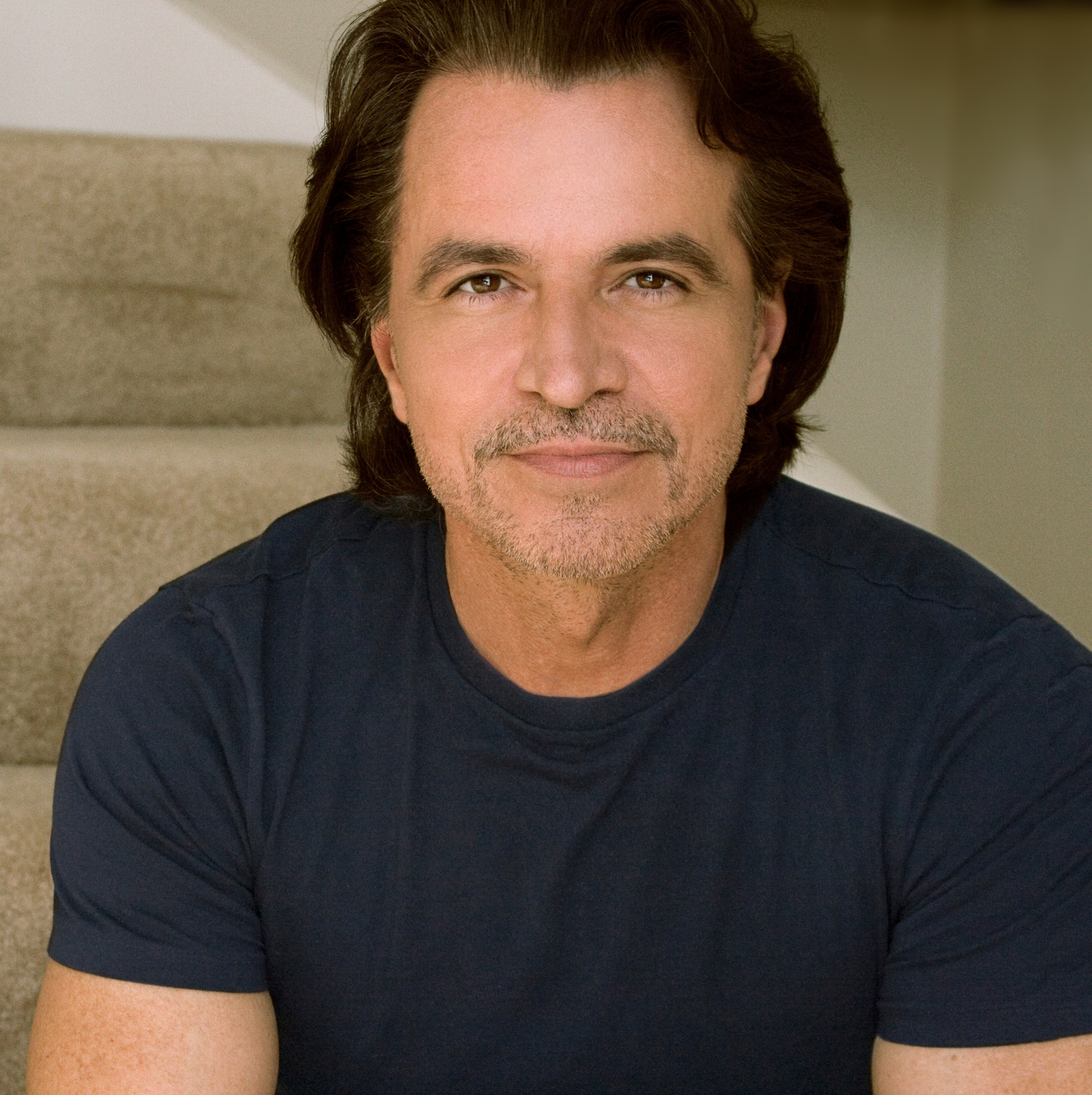
Yanni: „New Age ist mehr eine spirituelle als eine musikalische Definition.“

Steven Hill, 1973 Gründer von The Hearts of Space, ist der Ansicht, dass „viele der Künstler sehr aufrichtig und voll und ganz den Ideen und Lebensweisen des New Age verpflichtet sind“. Einige Komponisten wie Kitarō betrachten ihre Musik als Teil ihres spirituellen Wachstums, indem sie Werte ausdrücken und die Kultur gestalten. Douglas Groothuis, Professor für Philosophie am Denver Seminar, erklärte, dass die Ablehnung aller Musik, die als „New Age“ bezeichnet wird, bedeutet, einer Tabu- und Quarantänementalität zum Opfer zu fallen, da der größte Teil der Musik zur „progressiven“ Seite der New-Age-Musik gehört, wo die Komponisten notwendigerweise keine New-Age-Weltanschauung haben.
Es wird jedoch oft darauf hingewiesen, dass „New-Age-Musik“ eine bloße populäre Bezeichnung sei, die erfolgreich Schallplatten verkaufe. J. Gordon Melton argumentierte, dass sie sich nicht auf ein bestimmtes Musikgenre beziehe, sondern auf Musik, die zu therapeutischen oder anderen New-Age-Zwecken verwendet werde. Kay Gardner war der Ansicht, dass das Label „New Age“ als eine unauthentische kommerzielle Absicht der sogenannten New-Age-Musik angesehen werde. Sie kommentierte, dass „viel New Age Musik Schund ist“ und dass jeder mit einem Heimstudio einige Grillen-, Ozean- oder Flussklänge als Garantie für den Plattenverkauf einsetze. Was als ambientische Stimmungsmusik begann, die mit New-Age-Aktivität zusammenhänge, sei zu einem Begriff für ein musikalisches Konglomerat aus Jazz, Folk, Rock, Ethnizität, Klassik und Elektronik mit der ehemaligen und deutlich unterschiedlichen musikalischen und theoretischen Bewegung geworden.
So sind einige der Meinung, dass das Progressive-Rock-Album Tubular Bells (1973) von Mike Oldfield eines der ersten Alben wurde, auf das unter der Gattungsbeschreibung des New Age Bezug genommen wird, während andere der Ansicht sind, dass die Musik des griechischen Komponisten Vangelis und die allgemeine moderne Jazz-Rock-Fusion die progressive Seite der New-Age-Musik veranschaulichen. Weitere Künstler sind Jean-Michel Jarre (obwohl seine elektronischen Exkursionen dem Begriff vorausgehen), Andreas Vollenweider, George Winston, Mark Isham, Michael Hedges, Shadowfax, Mannheim Steamroller, Kitarō, Yanni, Enya, Clannad und Enigma.
Viele Musiker und Komponisten lehnen jedoch die Bezeichnung ihrer Musik als „New Age“ ab. Als 1987 der Grammy Award for Best New Age Album ins Leben gerufen wurde, sagte der erste Gewinner, Andreas Vollenweider: „Ich habe nicht die Absicht, meine Musik zu labeln... Es ist lächerlich, allem, was zeitlos ist, einen Namen zu geben“. Peter Bryant, Musikdirektor von WHYY-FM (90.9) und Gastgeber eines New-Age-Programms, bemerkte: „Mir ist der Begriff egal... New Age hat eine negative Konnotation... In den Kreisen, mit denen ich in Kontakt komme, Menschen, die in der Musik arbeiten, ist ‚New Age‘ fast eine Beleidigung“, dass es sich auf „sehr fadenscheinige, verträumte Arten von langweiliger Musik... ohne Substanz, Form oder Interesse“ beziehe, und dass der Begriff „festgefahren“ sei.

„New Age ist mehr eine spirituelle als eine musikalische Definition. Einige Musiker begannen damit, sich mit der New-Age-Musik zu beschäftigen. Jetzt haben sie alle da reingeworfen. Aber es wäre albern, sich mit dieser speziellen Musik zu beschäftigen.“

Harold Budd kommentierte: „Wenn ich den Begriff New Age höre, greife ich nach meinem Revolver... Ich sehe mich nicht als Musikmacher, der nur im Hintergrund sein soll. Es ist peinlich, versehentlich mit etwas in Verbindung gebracht zu werden, von dem man weiß, dass es in seinen Eingeweiden leer ist“. Vangelis betrachtet es als einen Stil, der „talentlosen Menschen die Möglichkeit gibt, sehr langweilige Musik zu machen“. Yanni sagte: „Ich will das Publikum nicht entspannen, ich will es in die Musik einbeziehen, es interessieren“, und dass „New Age eine gedämpfte, entspanntere Musik impliziert als das, was ich tue. Meine Musik kann sehr rhythmisch, sehr energisch, sogar sehr ethnisch sein“. David Van Tieghem, George Winston und Kitarō lehnten auch das Label des New-Age-Künstlers ab. David Lanz argumentierte, dass er „endlich herausgefunden hatte, dass der Hauptgrund, warum die Leute den Begriff New Age nicht mögen, darin besteht, dass er die einzige musikalische Kategorie ist, die kein musikalischer Begriff ist“. Andreas Vollenweider bemerkte, dass „wir weltweit Millionen von Schallplatten verkauft haben, bevor die Kategorie New Age tatsächlich eine Kategorie war“, und teilte die Sorge mit, dass „die Geschäfte dieses Problem mit der Kategorisierung haben“.
Ron Goldstein, Präsident von Private Music, stimmte einem solchen Standpunkt zu und erklärte, dass „Windham Hill der Mittelpunkt dieser ganzen Sache war. Aufgrund dieser Assoziation wurde New-Age als dieses West Coast Ding“ wahrgenommen. Der Label-Geschäftsführer Sam Sutherland argumentierte jedoch, dass selbst die Gründer von Windham Hill, William Ackerman und Anne Robinson, „sich davor hüteten, irgendeinen idiomatischen oder allgemeinen Begriff zu verwenden. Es schien immer ein wenig synthetisch zu sein“, und als Unternehmen hörten sie auf, absichtlich gegen die Verwendung des Begriffs zu protestieren, nur weil er unangemessen war. Sowohl Goldstein als auch Sutherland kamen zu dem Schluss, dass das Label dazu beigetragen hat, Merchandise zu bewegen, und dass New-Age-Musik innerhalb weniger Jahre ab 1987 in den allgemeinen Körper der Popmusik aufgenommen werden wurde.
Der Musikkritiker der New York Times, Jon Pareles, stellte fest, dass New-Age-Musik andere Musikstile in weicherer Form absorbiere, aber dieselben gut definierten Stile bräuchten keine New-Age-Kategorie, und dass New-Age-Musik anderen Musiken ähnele, weil sie als Marketing-Nische gedacht sei – um eine „Formel-Show“ zu sein, die für städtische „Ultra-Verbraucher“ als Status-Accessoire bestimmt sei, dass die traditionellen andinen, asiatischen und afrikanischen Musikeinflüsse das Gefühl von „Weltoffenheit“ hervorriefen, während die Natur im Album Artwork und Sound die „Verbindung zu unberührten Landschaften“ herstelle. Viele Kritiker beschrieben New-Age-Musik als „prätentiöse Muschi“ ohne Sinn für Struktur und Improvisation, mit Vermeidung von Geschwindigkeit und Schlagfertigkeit sowie spärlicher Synkopierung und grundlegendem 4/4-Takt.

### Alternative Begriffe
Wie in diesem Artikel beschrieben, sind die Grenzen dieses Dachgenres nicht klar definiert; der Musikhandel wird jedoch Künstler in der Kategorie „New-Age“ aufnehmen, auch wenn die Künstler zu einem anderen Genre gehören und selbst unterschiedliche Namen für ihren Musikstil verwenden. Hier sind einige andere Begriffe, die anstelle von „New Age“ verwendet werden:
Kay Gardner nannte die ursprüngliche New-Age-Musik Heilende Musik oder Women’s Spirituality. Paul Winter, der als Pionier der New-Age-Musik gilt, wies ebenfalls den Begriff zurück und bevorzugte Earth Music.
Der Begriff Instrumentalmusik oder zeitgenössisches Instrumental kann auch Künstler umfassen, die keine elektronischen Instrumente in ihrer Musik verwenden, wie z. B. den Solopianisten David Lanz. Ebenso verwenden Pianisten wie Yanni und Bradley Joseph beide diesen Begriff, obwohl sie Keyboards verwenden, um geschichtete Orchestertexturen in ihre Kompositionen zu integrieren. Yanni hat das Musikgenre von der gleichnamigen spirituellen Bewegung unterschieden. Der Begriff zeitgenössische Instrumentalmusik wurde auch von Andreas Vollenweider vorgeschlagen, dagegen Adult Alternative von Gary L. Chappell. Mit dem Begriff „Adult Alternative“ benannte auch Billboard die New-Age- und Weltmusik-Album-Charts.

## Geschichte
Das Konzept entstand unter Einbeziehung professioneller Musiker in die New-Age-Bewegung. Ursprünglich war es für die Musikindustrie nicht von Interesse, so dass die New-Age-Musiker und ihre Mitarbeiter eigene kleine unabhängige Plattenfirmen gründeten. Der Umsatz erreichte signifikante Zahlen in ungewöhnlichen Geschäften wie Buchhandlungen, Geschenkläden, Reformhäusern und Boutiquen sowie per Direktversand. Mit der Nachfrage auf einem großen Markt begannen die großen Plattenfirmen in den 1980er Jahren, die New Age Musik zu fördern.

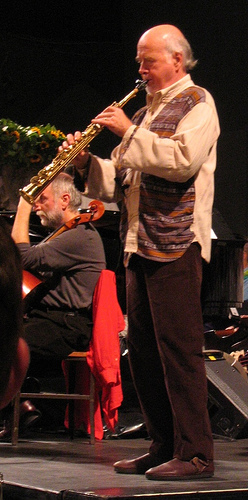
Paul Winters Missa Gaia/Earth Mass (1982) wird als „ein Meisterwerk des ökologischen New-Age-Bewusstseins“ beschrieben.

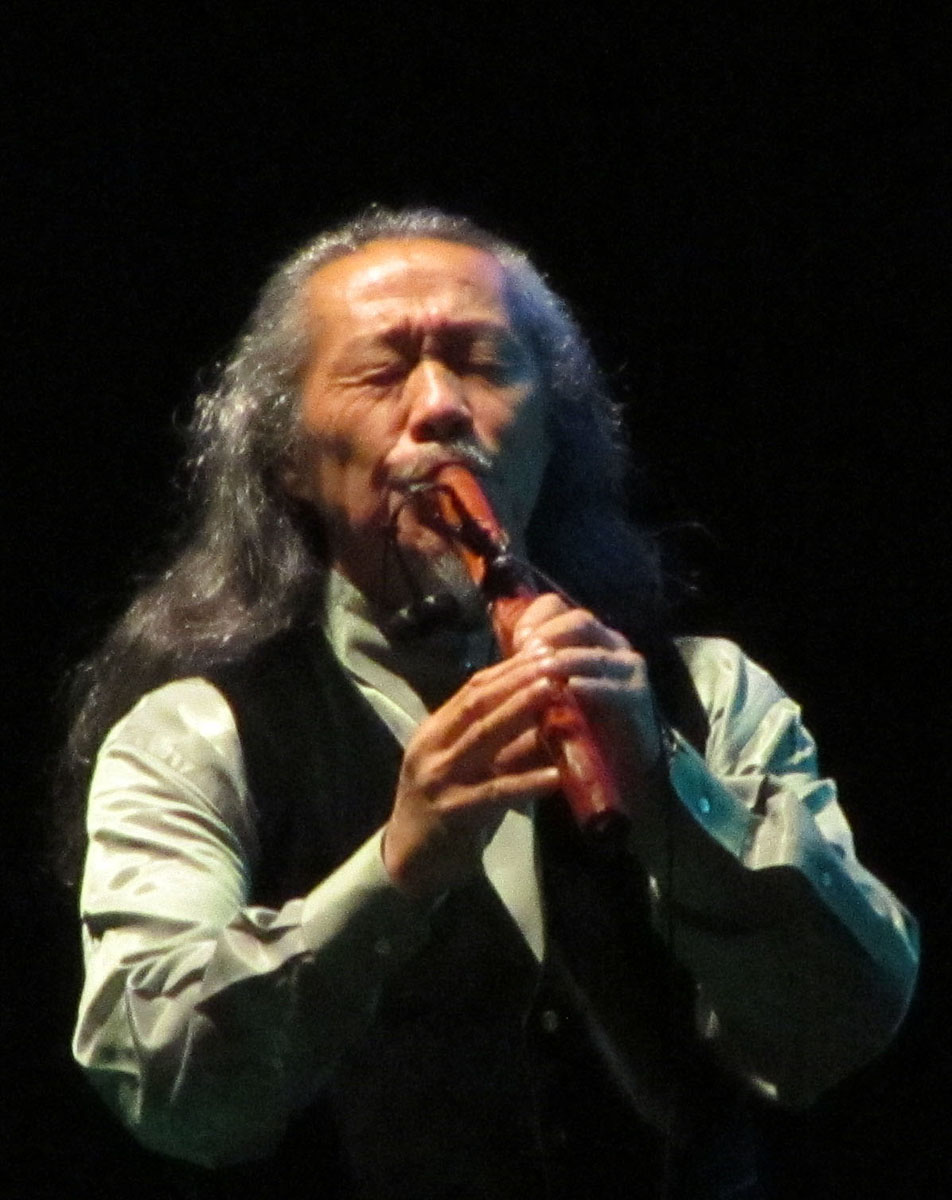
Der japanische Elektronikkomponist Kitarō

Die New-Age-Musik wurde von einer Vielzahl von Künstlern aus den verschiedensten Genres beeinflusst – zum Beispiel den Folk-Instrumentalisten John Fahey und Leo Kottke, den Minimalisten Terry Riley, Steve Reich, La Monte Young und Philip Glass, der klassischen Avantgarde Daniel Kobialka, den Synthesizer-Künstlern Brian Eno und den Jazz-Künstlern Keith Jarrett, Weather Report, Mahavishnu Orchestra, Paul Horn (ab 1968’s Inside) und Pat Metheny. Tony Scotts Music for Zen Meditation (1964) gilt als die erste New-Age-Aufnahme, die anfangs vor allem in Kalifornien beliebt war und bis in die 1980er Jahre in den USA nicht verkauft wurde. Eine weitere Schule der Meditationsmusik entstand unter den Anhängern von Rajneesh; Georg Deuter nahm D (1971) und Aum (1972) auf, die akustische und elektronische Instrumente mit Meeresklängen mischten. Kay Gardners Lied Lunamuse (1974) und erste Aufnahmen von Mooncircles (1975), die eine Synthese aus Musik, Sexualität und wiccanischer Spiritualität waren, waren „New-Age Music before it got to be new-age music“. Ihr A Rainbow Path (1984) umfasste Halperns Theorie der Heilung von Musik aus dieser Zeit mit der Women’s Spirituality, und sie wurde zu einer der beliebtesten Künstlerinnen der New-Age-Musik.
Paul Winters Missa Gaia/Earth Mass (1982) wird als „ein Meisterwerk des ökologischen New-Age-Bewusstseins, das die Heiligkeit von Land, Himmel und Meer feiert“ beschrieben. Seine Arbeit an der Ostküste gilt als einer der wichtigsten musikalischen Ausdrucksformen der New-Age-Spiritualität. An der Westküste konzentrierten sich die Musiker mehr auf Musik zur Heilung und Meditation. Das bemerkenswerteste Frühwerk war Steven Halperns Spectrum Suite (1975), deren musikalischer Zweck es war, „bestimmte Bereiche des Körpers zu resonieren...es beruhigt Geist und Körper“, und deren Titel sich „auf die sieben Töne der musikalischen Skala und die sieben Farben des Regenbogens zu den sieben ätherischen Energiequellen (Chakren) in unserem Körper bezieht“. In den 1970er Jahren leistete sein musikalisches Werk und das theoretische Buch Tuning the Human Instrument (1979) Pionierarbeit für die zeitgenössische Praxis der Musikheilung in den USA.
1976 wurde das Plattenlabel Windham Hill Records gegründet, mit einer Anfangsinvestition von 300 Dollar, und zehn Jahre später brutto über 26 Millionen Dollar jährlich. Im Laufe der Jahre entstanden viele Plattenfirmen, die die Bezeichnung New Age annahmen oder ablehnten, wie Narada Productions, Private Music, Music West, Lifestyle, Audion, Sonic Atmospheres, Living Music, Terra (Vanguard Records), Novus Records (die hauptsächlich Jazzmusik aufnahmen), FM (CBS Masterworks) und Cinema (Capitol Records).
Zwischen den bewussten Extremen der West- und Ostküste befinden sich einige der erfolgreichsten New-Age-Künstler wie George Winston und R. Carlos Nakai. Wintons millionenfach verkaufter Dezember (1982), der bei Windham Hill Records veröffentlicht wurde, war sehr beliebt. Das meiste von Nakais Werk, mit der ersten Veröffentlichung Changes 1983, besteht aus improvisierten Songs im einheimischen nordamerikanischen Stil. In den 1990er Jahren wurde seine Musik zu virtuellen Hymnen für die New-Age-Bewegung.
1981 fügte Tower Records in Mountain View, Kalifornien, einen „New Age“-Behälter hinzu. 1985 fügten unabhängige und Filialplattenläden Abschnitte für die New-Age-Musik hinzu, und große Labels begannen, Interesse an diesem Genre zu zeigen, sowohl durch den Erwerb einiger bestehender New-Age-Labels wie Paul Winter’s Living Music als auch durch die Unterzeichnung sogenannter New-Age-Künstler wie dem japanischen Elektronikkomponisten Kitarō und dem amerikanischen Crossover-Jazzmusiker Pat Metheny, beide von Geffen Records signiert. Die meisten der großen Plattenfirmen akzeptierten bis Anfang des nächsten Jahres New-Age-Künstler. Ende der 1980er Jahre war das Dachgenre das am schnellsten wachsende Genre mit einer bedeutenden Radioübertragung. Es wurde aufgrund der niedrigen Erfassungskosten als attraktives Geschäft angesehen.
Von 1982 bis 1989 produzierte und verkaufte Adam Geiger, New-Age-Komponist/Keyboarder, allein und mit Lura Jane Geiger, eine Reihe von Kassettenbändern mit New-Age-Musik auf dem Label LuraMedia.
Stephen Hill gründete 1973 die New-Age-Radiosendung Hearts of Space. 1983 wurde sie von npr zur Syndizierung an 230 Tochtergesellschaften im In- und Ausland aufgegriffen und ein Jahr später wurde das Plattenlabel Hearts of Space Records gegründet. Am Valentinstag 1987 wechselte der ehemalige Los Angeles-Rock-Radiosender KMET zu einem hauptamtlichen New-Age-Musikformat mit neuen Rufbuchstaben KTWV, die als The Wave gebrandmarkt wurden. Während der New-Age-Periode von The Wave sagte die Unternehmensleitung den Mitarbeitern, The Wave als „Stimmungsdienst“ und nicht als „Radiosender“ zu bezeichnen. DJs hörten auf, die Titel der Songs anzukündigen, und stattdessen konnten die Zuhörer, um eine ununterbrochene Stimmung aufrechtzuerhalten, eine 1-800 Telefonnummer anrufen, um herauszufinden, welcher Song gerade gespielt wurde. Andere New-Age-Spezialradioprogramme umfassten Forest’s Musical Starstreams und John Diliberto’s Echoes. Die meisten großen Kabelfernsehsender haben Kanäle, die Musik ohne Bildmaterial abspielen, darunter auch Kanäle für New Age, wie z. B. den Kanal Soundscapes auf Music Choice. Die beiden Satellitenradiogesellschaften Sirius Satellite Radio & XM Satellite Radio hatten jeweils ihre eigenen Kanäle, die New-Age-Musik spielten: Sirius-Spa (Sirius XM) (73), XM-Audio Visions (77). Als die beiden im November 2008 fusionierten und zu SiriusXM wurden, wurde der Name Spa für den Musikkanal beibehalten, wobei der Großteil der Musikbibliothek von Audio Vision genutzt wurde.
1987 wurde der Grammy Award for the best New Age Album gegründet, während 1988 die wöchentlichen New Age Charts des Billboard Magazins veröffentlicht wurden. 1989 fand die erste internationale New-Age Music Conference statt. 1989 gab es über 150 kleine unabhängige Plattenfirmen, die New-Age-Musik veröffentlichten, während New-Age- und Adult-alternative-Programme auf Hunderten von kommerziellen und College-Radiosendern in den USA ausgestrahlt wurden, und über 40 Vertriebspartner verkauften New-Age-Musik über Versandkataloge.
In den 1990er Jahren entstanden in Japan viele kleine Labels für Musik im New-Age-Stil, aber für diese Art von Instrumentalmusik waren die Begriffe „entspannende“ oder „heilende“ Musik beliebter. Enigma’s Sadeness (Part I) wurde zu einem internationalen Hit und erreichte in 24 Ländern, darunter Großbritannien, die Nummer eins, auch die Nummer fünf auf der US Billboard Hot 100, die weltweit über 5 Millionen Mal verkauft wurde. Damals war Holland die Heimat von zwei führenden europäischen New-Age-Labels – Oreade und Narada Media. Oreade berichtete, dass 1997 der neueste Trend „engelsgleiche“ Musik war, während Narada Media voraussagte, dass sich das Genre in Richtung Weltmusik entwickeln würde (mit keltischen, irischen und afrikanischen Einflüssen) 1995 wechselten einige New-Age-Komponisten wie Kitarō, Suzanne Ciani und Patrick O’Hearn aufgrund mangelnder Promotion, sinkender Umsätze oder eingeschränkter Freiheit der Kreativität von großen zu unabhängigen Plattenfirmen.
Im Jahr 2001 feierte Windham Hill sein 25-jähriges Bestehen, Narada und Higher Octave Music setzten ihren Einstieg in Welt- und Ethno-Techno-Musik fort, und Hearts of Space Records wurden von Valley Entertainment gekauft. Enyas Only Time erreichte auf Platz 10 der Billboard Hot 100 Charts seinen Höhepunkt, während das Album A Day Without Rain auf Platz 2 der Billboard 200 lag und damit die Nummer eins unter den New-Age-Künstlern des Jahres war.